# Matīss Kivlenieks
Matīss Edmunds Kivlenieks (* 26. August 1996 in Riga; † 4. Juli 2021 in Novi, Michigan, USA) war ein lettischer Eishockeytorwart, der im Verlauf seiner aktiven Karriere zwischen 2011 und 2021 unter anderem acht Spiele für die Columbus Blue Jackets in der National Hockey League (NHL) bestritten hat. Die meisten Einsätze absolvierte Kivlenieks während seiner Profikarriere jedoch für deren Farmteam, die Cleveland Monsters, in der American Hockey League (AHL). Mit der lettischen Nationalmannschaft nahm er als Stammtorwart an der Weltmeisterschaft 2021 teil.

## Karriere
Kivlenieks entstammte dem Nachwuchs des HK Prizma Riga. Dort kam er in der Saison 2011/12 bereits als 15-Jähriger zu seinem ersten, kurzen Profieinsatz in der Latvijas Hokeja Līga (LHL). Hauptsächlich spielte er zwischen 2011 und 2013 aber in der U18-Mannschaft des Klubs. Zur besseren Förderung und Entwicklung entschied sich der damals 17-Jährige im Sommer 2013 nach Nordamerika zu wechseln. In den folgenden vier Jahren war er in den Nachwuchsligen Minnesota Junior Hockey League (MnJHL), North American Hockey League (NAHL) und United States Hockey League (USHL) aktiv. Insbesondere in der USHL konnte sich der Lette durch sein Spiel auszeichnen und schlussendlich für einen Profivertrag empfehlen.
Im Mai 2017 wurde Kivlenieks von den Columbus Blue Jackets aus der National Hockey League (NHL) für zunächst drei Spielzeiten unter Vertrag genommen. Der ungedraftete Schlussmann kam mit Beginn der Saison 2017/18 bei den Cleveland Monsters, dem Farmteam der Blue Jackets, in der American Hockey League (AHL) zu Einsätzen. Dort war er auf Anhieb Stammtorwart, ehe er seinen Posten im folgenden Spieljahr an Jean-François Bérubé und Brad Thiessen verlor. Er absolvierte daher auch einige Einsätze im Trikot der Kalamazoo Wings aus der ECHL. Mit Beginn der Saison 2019/20 und der durch die NHL eingeführten Regularien zur Eindämmung der COVID-19-Pandemie stieg der Lette in den erweiterten NHL-Kader der Columbus Blue Jackets auf und bestritt dort bis zum Ende der Spielzeit 2020/21 acht Spiele. Des Weiteren stand er auch im Tor der Cleveland Monsters.
In der Sommerpause verstarb Kivlenieks während der Feierlichkeiten zum Amerikanischen Unabhängigkeitstag am 4. Juli 2021 in Novi im Bundesstaat Michigan plötzlich, als er durch eine fehlgeleitete Feuerwerksexplosion ein Thoraxtrauma erlitt. Er wurde 24 Jahre alt.

### International
Für sein Heimatland war Kivlenieks erstmals in der Saison 2011/12 in der U16-Nationalmannschaft aktiv. Sein erstes internationales Turnier bestritt er mit dem Europäischen Olympischen Winter-Jugendfestival 2013 im rumänischen Brașov. Bei der U18-Junioren-Weltmeisterschaft 2013 stand er ebenfalls im lettischen Aufgebot, kam aber nicht zum Einsatz. Im folgenden Jahr führte Kivlenieks die Mannschaft als bester Torwart des Turniers nach dem Abstieg wieder zurück in die Top-Division. In den Jahren 2015 und 2016 gehörte der Torhüter zum Kader der lettischen U20-Auswahl bei den U20-Junioren-Weltmeisterschaften der Division IA. Dort konnte er 2016 ebenfalls den Aufstieg in die Top-Division feiern und die Auszeichnung als bester Torwart gewinnen.
Für die lettischen A-Auswahl war Kivlenieks ab 2018 aktiv. Er gehörte zum Kader bei der Weltmeisterschaft 2018 in Dänemark, wo er hinter Elvis Merzļikins und Kristers Gudļevskis als dritter Torwart allerdings ohne Einsatzminuten blieb. Drei Jahre später stand er bei der Weltmeisterschaft 2021 in seiner Geburtsstadt Riga erstmals bei einem WM-Turnier zwischen den Pfosten und absolvierte vier Partien.

## Erfolge und Auszeichnungen
- 2015 MnJHL Second All-Star Team
- 2017 USHL Goaltender of the Year
- 2017 USHL First All-Star Team

### International
| - 2014 Aufstieg in die Top-Division bei der U18-Junioren-Weltmeisterschaft der Division IA - 2015 Bester Torhüter der U20-Junioren-Weltmeisterschaft der Division IA - 2016 Aufstieg in die Top-Division bei der U20-Junioren-Weltmeisterschaft der Division IA | - 2016 Bester Torhüter der U20-Junioren-Weltmeisterschaft der Division IA - 2016 Geringster Gegentorschnitt bei der U20-Junioren-Weltmeisterschaft der Division IA - 2016 Höchste Fangquote bei der U20-Junioren-Weltmeisterschaft der Division IA |

## Karrierestatistik

### International
Vertrat Lettland bei:
| - Europäisches Olympisches Winter-Jugendfestival 2013 - U18-Junioren-Weltmeisterschaft 2013 - U18-Junioren-Weltmeisterschaft der Division IA 2014 - U20-Junioren-Weltmeisterschaft der Division IA 2015 | - U20-Junioren-Weltmeisterschaft der Division IA 2016 - Weltmeisterschaft 2018 - Weltmeisterschaft 2021 |

(Legende zur Torhüterstatistik: GP oder Sp = Spiele insgesamt; W oder S = Siege; L oder N = Niederlagen; T oder U oder OT = Unentschieden oder Overtime- bzw. Shootout-Niederlage; Min. = Minuten; SOG oder SaT = Schüsse aufs Tor; GA oder GT = Gegentore; SO = Shutouts; GAA oder GTS = Gegentorschnitt; Sv% oder SVS% = Fangquote; EN = Empty Net Goal; 1 Play-downs/Relegation; Kursiv: Statistik nicht vollständig)